# Gianluca Castaldi
Gianluca Castaldi (Vasto, 27 giugno 1970) è un politico italiano.
È stato senatore della Repubblica dal 15 marzo 2013 al 12 ottobre 2022 per il Movimento 5 Stelle, svolgendo gli incarichi di capogruppo a Palazzo Madama e segretario dell'ufficio di presidenza del Senato, e sottosegretario di Stato per i rapporti con il Parlamento dal 16 settembre 2019 al 13 febbraio 2021 nel governo Conte II.

## Biografia
Nato il 27 giugno 1970 a Vasto (CH), dov'è tutt'oggi residente, ha svolto la professione di artigiano. Diplomato ISEF, il suo amore per lo sport lo porta nel 1993 a tesserarsi come arbitro nella F.I.G.C. - A.I.A. (Associazione Italiana Arbitri), per poi svolgere il ruolo di direttore di gara in Eccellenza e Promozione, nonché nella Seria A di Beach Soccer.
Attivista "grillino" della prima ora, Castaldi partecipa al Firma Day del 2007 e nello stesso anno è fondatore del gruppo 5 Stelle Vasto, dal quale emergeranno portavoce del MoVimento 5 Stelle a tutti i livelli istituzionali.

### Elezione a senatore
Alle elezioni politiche del 2013 viene candidato al Senato della Repubblica, tra le liste del Movimento 5 Stelle nella circoscrizione Abruzzo in seconda posizione, venendo eletto senatore. Nel corso della XVII legislatura è stato componente della 10ª Commissione Industria, commercio, turismo e della Commissione parlamentare per la semplificazione, oltre a ricoprire l'incarico di capogruppo del Movimento 5 Stelle al Senato dal 24 luglio al 2 novembre 2015.

### Rielezione al Senato
Alle elezioni politiche del 2018 viene ricandidato al Senato, tra le liste del Movimento 5 Stelle nel collegio plurinominale Abruzzo - 01, dopo essere risultato il più votato dagli iscritti del Movimento 5 Stelle in Abruzzo nel corso delle Parlamentarie di febbraio 2018, dove viene rieletto senatore.
Il 25 settembre 2018 Castaldi entra a far parte della delegazione italiana all'Assemblea parlamentare dell'Organizzazione per la sicurezza e la cooperazione in Europa (OSCE). Il 28 marzo 2018 viene eletto Segretario di Presidenza del Senato della Repubblica. Castaldi è stato, inoltre, capogruppo del Movimento 5 Stelle nella 10ª Commissione Industria, commercio, turismo.
In seguito alla nascita del secondo governo guidato da Giuseppe Conte tra il Movimento 5 Stelle, Partito Democratico e Liberi e Uguali, il 13 settembre 2019 Castaldi è stato nominato dal Consiglio dei Ministri sottosegretario di Stato per i rapporti con il Parlamento, affiancando il ministro pentastellato Federico D'Incà e mantenendo l'incarico fino al 13 febbraio 2021.
L'11 dicembre 2021, con una votazione online sul sito del M5S, diventa componente del Comitato nazionale progetti del Movimento 5 Stelle.